# Cathrinus Bang

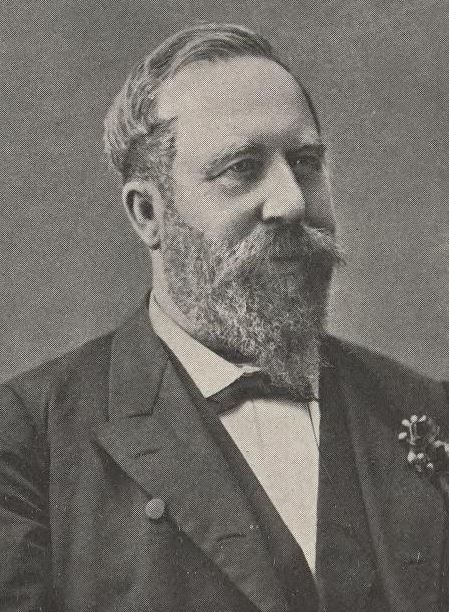
Cathrinus Bang

Cathrinus Dorotheus Olivius Bang (10 de junho de 1822 – 4 de junho de 1898) foi um historiador literário norueguês e professor de literatura escandinava na Universidade de Christiania (atual Universidade de Oslo).

## Biografia
Nascido em Drammen, Buskerud , Noruega.  Ele era filho de Andreas Bang (1788-1829) e Cathrine Dorothea Schouboe (1795-1822).  Ele freqüentou a escola em Skien em Telemark e se formou Cand.theol. com honras em 1852 da Royal Frederick University .  De 1857 a 1862, foi professor da Escola Latino- Americana de Nissen ( Nissens Latinog o Realskole ) em Kristiania (atual Oslo).
Ele foi nomeado professor de literatura escandinava na Universidade de Christiania desde 1869.  Bang foi o primeiro titular desta cadeira que ele continuou a manter até pouco antes de sua morte em 1898.  Ele foi sucedido pelo biógrafo e historiador literário Gerhard Gran , que havia sido seu ex-aluno.  Ele permaneceu solteiro, mas foi o pai adotivo de Dagny Bang, que estava entre os primeiros médicos do sexo feminino na Noruega.